# Березовська Параска Олексіївна
Параска Олексіївна Березо́вська (нар. 30 вересня 1900, Клембівка — пом. 26 грудня 1986, Клембівка) — українська радянська вишивальниця, майстер художньої вишивки; заслужений майстер народної творчості УРСР з 1964 року.

## Біографія
Народилася 17 [30] вересня 1900 року в селі Клембівці Ямпільського повіту Подільської губернії Російської імперії (тепер Могилів-Подільський район Вінницької області, Україна). У 1925–1964 роках працювала у клембівській артілі «Жіноча праця» (згодом — Клембівська фабрикака художніх виробів).
Померла у Клембівці 26 грудня 1986 року.

## Творчість
Для вишивок характерні ритмічний геометричний малюнок, використання українських традиційних мотивів. У вишивці сорочок застосовувала класичну техніку Поділля — низь чорного і червоного кольорів, які лягають густими насиченими лініями геометричного орнаменту. Серед робіт — жіночі блузи, чоловічі сорочки, рушники, скатертини.
Твори зберігаються в Музеї українського народного декоративного мистецтва у Києві, Вінницькому краєзнавчому музеї.